# Смотрицький Герасим Данилович
Гера́сим Дани́лович Смотри́цький (*? , Смотрич — 12 жовтня 1594) — руський (український) письменник, педагог з Поділля. Представник дрібної шляхетської родини Смотрицьких, батько Мелетія, Степана Смотрицьких.

## Життєпис
Народився у шляхетській родині дяка, переписувача Данила Смотрицького. Вважався освіченою, навченою людиною, «першим руським богословом». Був підстаростою, гродським писарем у Кам'янецькому старостві, 1576 року запрошений князем Василем-Костянтином Острозьким до Острога, був призначений його підскарбієм. Став одним з передових діячів-учених острозького гуртка; у 1580 році Г. Смотрицький — перший ректор Острозької школи (академії).
Разом з Іваном Федоровичем Герасим Смотрицький — один із видавців «Острозької Біблії», до якої написав передмову і віршовану посвяту князю Василю-Костянтину Острозькому, один зі зразків найдавнішого українського віршування (нерівноскладове), що нагадує українські думи.
За надані послуги отримав від князя В. К. Острозького два села (Бакаївка, Борисівка).

## Праці
У своїх творах Герасим Смотрицький не завжди дотримується теологічних аргументів, натомість використовує народний гумор з приповідками і прислів'ями, писав їх мовою, наближеною до народної, тому був зрозумілим широким верствам. Полемічні твори Смотрицького проти відступників від православ'я й сатира на духовенство переважно загубилися. Збереглася лише такі книги:
- «Ключ царства небесного» (1587, Острог) — перша друкована пам'ятка української полемічної літератури. Автор змагається за незалежність «руської віри», полемізує з єзуїтом Бенедиктом Гербестом, критикує католицьке вчення про божественне походження папської влади. Складається з посвяти князю Олександру Острозькому, звернення «До народов руских …» і двох полемічних трактатів:
  - «Ключ царства небесного и нашее христианское духовное власти нерушимый узел»;
  - «Календар римський новий» (1587) — у ньому автор критикує, відкидає впровадження григоріянського календаря;
- Віршовані твори не збереглись, про них згадує Захарія Копистенський в «Палінодії».[2]